# اشکجان پهلو
اشکجانپهلو، روستایی از توابع بخش مرکزی شهرستان سیاهکل در استان گیلان ایران است. این روستا در چند کیلومتری شهر سیاهکل در مکان نارنجدارک و همسایگی روستای مرهبن واقع شده‌است. این روستا در دهستان توتکی قرار دارد و براساس سرشماری مرکز آمار ایران در سال ۱۳۸۵، جمعیت آن ۳۱۰ نفر (۸۱خانوار) بوده‌است.

## اشکجانپهلو به نقل از دهخدا
دهی جزء دهستان سیاهکل دیلمان شهرستان لاهیجان واقع در ۴۰۰۰ گزی جنوب سیاهکل است. محلی جلگه‌ای، معتدل، مرطوب و مالاریائی سکنه آن ۲۷۱ تن است مذهب اهلی شیعه و زبان آنان گیلکی با گویش بیه پیش است. اب ان از چشمه و محصول آن لبنیات است. شغل اهالی گله‌داری و شال بافی است. در تابستان ییلاق به دیلمان می‌روند

## اماکن
دریاچه کولکشه
رودخانه خاسکت
چشمه میرزا اقا (میرزا آقا چشمه)
گرگرچشمه
چلچشمه
باغات چای
جنگل‌های اطراف
سد باستانی(که تقریباً تخریب شده‌است)